# プレスクアイル (メイン州)
プレスクアイル（英: Presque Isle）は、アメリカ合衆国メイン州のアルーストック郡にある都市。人口は8,797人（2020年）。地域の商取引の中心地で、メイン大学プレスクアイル校、ノーザン・メイン・コミュニティ・カレッジ、ノーザン・メイン共進会場、アルーストック・センター・モール、ノーザン・メイン地域空港がある。

## 歴史
最初の開拓が行われた1828年には、この辺りは英領北アメリカ（カナダ）とアメリカ合衆国のどちらに属すのかも定かでなかった。当初は創設者のデニス・フェアバンクスにちなみフェアバンクスとして知られていた。この帰属問題が1838年のアルーストック戦争に発展し、1842年のウェブスター＝アッシュバートン条約で合衆国領に決した。1859年4月4日をもってF、G、Hの各開拓地から分立し、プレスクアイル町ができた。プレスクアイルはフランス語で「半島」という意味だが、これは蛇行するアルーストック川で市街が半島に位置しているように見えることから命名された。

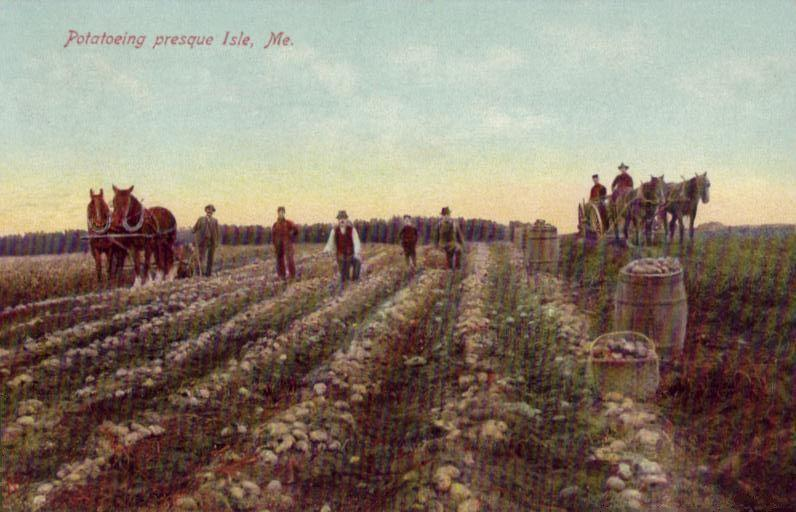
じゃがいもの収穫。1909年

まずは材木業で成長したが、19世紀最後の30年間にじゃがいも栽培が普及すると農業が頭角を現した。1851年10月9日には第一回ノーザン・メイン共進会が開かれた。1881年にニュー・ブランズウィック鉄道が延伸し、1883年にはメイズビル町が分かれた。バンガー・アンド・アルーストック鉄道が1895年に延伸されると地域の開発はさらに加速、製材所をはじめ製粉所、梳綿所、家具工房、乗り物工場、ブリキ工房などができた。コミュニティはアルーストック川流域における交易、水運、観光の中心地になり、1903年にはアルーストック州立師範学校（後のメイン大学プレスクアイル校）が設立された。1940年1月1日に市制を施行した。
1941年から1961年まで供用されたプレスクアイル空軍基地からは、第二次世界大戦と朝鮮戦争でヨーロッパ方面に向かうパイロットたちが飛び立った。跡地は現在、ノーザン・メイン地域空港とスカイウェイ工業団地になっている。市は1966年にオール・アメリカン・シティ賞を受賞した。
1978年8月11日、3名を乗せた気球「ダブル・イーグルⅡ号」が市内の田園から打ち上げられ、気球としては初の大西洋横断飛行を成し遂げた。これを記念して、市では8月の終わりに「クラウン・オブ・メイン・バルーン・フェスティバル」が開かれ、気球の試乗、平原周遊、アマチュア写真コンテストなどでにぎわう。経費は商工会議所などの地元組織が出資する。ダブル・イーグルⅡ号が離陸した地点には現在、気球のレプリカが置かれている。

## 地理・気候
国勢調査局によると市の総面積は201平方キロメートルで、このうち196平方キロメートルが陸地、総面積の2.32%にあたる4.7平方キロメートルが水域である。アルーストック川とプレスクアイル川が流れる。
気候は湿潤大陸性気候で、夏は涼しいが冬は寒い。
| プレスクアイルの気候      | プレスクアイルの気候 | プレスクアイルの気候 | プレスクアイルの気候 | プレスクアイルの気候 | プレスクアイルの気候 | プレスクアイルの気候 | プレスクアイルの気候 | プレスクアイルの気候 | プレスクアイルの気候 | プレスクアイルの気候 | プレスクアイルの気候 | プレスクアイルの気候 | プレスクアイルの気候 |
| 月                        | 1月                  | 2月                  | 3月                  | 4月                  | 5月                  | 6月                  | 7月                  | 8月                  | 9月                  | 10月                 | 11月                 | 12月                 | 年                   |
| ------------------------- | -------------------- | -------------------- | -------------------- | -------------------- | -------------------- | -------------------- | -------------------- | -------------------- | -------------------- | -------------------- | -------------------- | -------------------- | -------------------- |
| 最高気温記録 °F （°C）    | 55 (13)              | 59 (15)              | 74 (23)              | 84 (29)              | 94 (34)              | 95 (35)              | 96 (36)              | 99 (37)              | 90 (32)              | 84 (29)              | 70 (21)              | 57 (14)              | 99 (37)              |
| 平均最高気温 °F （°C）    | 20.7 (−6.3)          | 25 (−4)              | 35.6 (2)             | 48.3 (9.1)           | 64.3 (17.9)          | 73.2 (22.9)          | 77.2 (25.1)          | 75.6 (24.2)          | 65.9 (18.8)          | 52.9 (11.6)          | 38.3 (3.5)           | 25.9 (−3.4)          | 50.2 (10.1)          |
| 平均最低気温 °F （°C）    | 1.2 (−17.1)          | 4.7 (−15.2)          | 16.2 (−8.8)          | 29 (−2)              | 40.6 (4.8)           | 49.8 (9.9)           | 55.1 (12.8)          | 53.1 (11.7)          | 44.6 (7)             | 34.9 (1.6)           | 24.7 (−4.1)          | 9.3 (−12.6)          | 30.3 (−0.9)          |
| 最低気温記録 °F （°C）    | −35 (−37)            | −37 (−38)            | −30 (−34)            | −3 (−19)             | 16 (−9)              | 26 (−3)              | 35 (2)               | 29 (−2)              | 21 (−6)              | 15 (−9)              | −15 (−26)            | −33 (−36)            | −37 (−38)            |
| 降水量 inch （mm）        | 2.55 (64.8)          | 1.68 (42.7)          | 2.12 (53.8)          | 2.35 (59.7)          | 3.44 (87.4)          | 3.43 (87.1)          | 3.71 (94.2)          | 3.94 (100.1)         | 3.44 (87.4)          | 3.28 (83.3)          | 2.77 (70.4)          | 2.56 (65)            | 35.27 (895.9)        |
| 降雪量 inch （cm）        | 18.9 (48)            | 17.8 (45.2)          | 17.3 (43.9)          | 7.3 (18.5)           | 0.2 (0.5)            | 0 (0)                | 0 (0)                | 0 (0)                | 0.1 (0.3)            | 0.6 (1.5)            | 8.8 (22.4)           | 17.7 (45)            | 88.7 (225.3)         |
| 平均降水日数 （≥0.01 in） | 11.0                 | 7.8                  | 9.7                  | 10.8                 | 12.6                 | 12.2                 | 12.9                 | 11.8                 | 11.4                 | 12.2                 | 11.8                 | 11.3                 | 135.5                |
| 平均降雪日数 （≥0.1 in）  | 7.6                  | 5.6                  | 5.0                  | 2.3                  | 0.2                  | 0                    | 0                    | 0                    | 0                    | 0.4                  | 3.0                  | 6.4                  | 30.5                 |
| 出典：NOAA                |                      |                      |                      |                      |                      |                      |                      |                      |                      |                      |                      |                      |                      |

## 人口動態
2000年の国勢調査によると、市内には9511人、3963世帯の2464家族が暮らす。人口密度は48.5人/平方キロ。住居数は4405軒で、1平方キロあたり22.5軒が建っている。人種構成は白人が95.13%、アフリカ系が0.36%、ネイティブ・アメリカンが2.26%、アジア系が0.84%、太平洋諸島系が0.03%、その他が0.17%、混血が1.21%である。ヒスパニック（ラティーノ）は人口の0.65%を占める。
3963世帯の28.1%は18歳以下の未成年と同棲し、47.8%は夫婦で生活している。11.0%は未婚の女性が世帯主であり、37.8%は家族以外の住人と同居している。31.0%が単身の世帯で、13.7%を独居老人の世帯が占める。1世帯あたりの平均構成人員は2.25人で、家庭あたりのそれは2.82人である。
年代構成は21.6%が18歳以下の未成年、13.1%が18歳以上24歳以下、27.0%が25歳以上44歳以下、22.4%が45歳以上64歳以下、15.9%が65歳以上で、平均年齢は37歳である。女性100人に対し男性が91.3人、18歳以上の女性100人に対しては88.2人いる。
一世帯の平均収入は2万9325米ドルで、家族あたりのそれは3万7090米ドルである。男性の平均収入は2万7510米ドル、女性のそれは1万9785米ドルで、非労働人口をも含めた住民一人あたりの収入は1万5712米ドルである。総人口の14.5%、家族の9.2%、18歳以下の未成年の16.1%および65歳以上の高齢者の15.2%が貧困線以下の収入で生計を立てている。

## 経済
郡最大の都市であるプレスクアイルは、この国境地帯の小売の中心地になっている。アルーストック・センター・モールは1990年代に大規模商業施設に生まれ変わった。スーパーのウォルマートも買い物客でにぎわう。基幹産業は依然として農業で、なかでもじゃがいもが主力である。地域が氷雪に閉ざされる冬には、スノーモービルが近隣の町村との行き来に使われる。ノーザン・メイン地域空港の近くに大規模な工業団地がある。
失業率は州平均と比べ相対的に高い。

## メディア

### テレビ
ニールセン・メディア・リサーチの市場調査ではもっともマーケットの小さい地域のひとつに数えられている。CBS/Fox系列のWAGM-TVが8チャンネル、メイン公共放送ネットワーク/PBS系列のWMEM-TVが10チャンネルである。

### ラジオ
市内にはシタデル・ブロードキャスティング系列のWBPM、WOZI、WQHRの各局やトークラジオ局のWEGPなど、いくつかラジオ局が存在する。このほかチャンネルXラジオのWCXU、メイン大学プレスクアイル校の学生放送であるWUPIが挙げられる。

### 新聞
郡内で日刊紙は発行されていない。週刊誌には毎週水曜日発売のスター・ヘラルド誌やカリブーのアルーストック・リパブリカン誌、マダワスカのセント・ジョン・バレー・タイムズ誌、フォート・フェアフィールド・ジャーナル誌、ホールトンのパイオニア・タイムズ誌がある。

## 名所
- アルーストック農場
- アルーストック州立公園
- マーク&エミリー・ターナー記念図書館
- ノーザン・メイン共進会
- ノーザン・メイン科学博物館
- プレスクアイル航空博物館
- プレスクアイル歴史協会附属博物館

## ゆかりの人物
- ジェイ・ブリューワ - デザイナー
- ジョン・カリアーニ - 俳優
- ジョン・クロウリー - 小説家
- リン・フリューエリング - 小説家

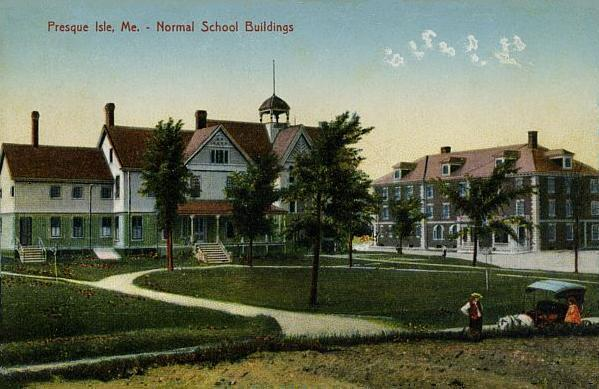
1908年のアルーストック州立師範学校（現在のメイン大学プレスクアイル校）

- アーサー・R・グールド - 実業家、上院議員
- ジェイムズ・チコ・ヘルナンデス - レスラー
- ジョン・リスニク - 政治家
- エリス・ポール - ミュージシャン
- ジャック・セプコスキ - 古生物学者
- ロン・ティングリー - 野球選手